# Steve Tompkins
Steve Tompkins es un guionista de televisión estadounidense y alumno de Harvard.

## Carrera
Ha trabajado en series y shows de televisión como The Critic, In Living Colour, Entourage, The Bernie Mac Show y The Knights of Prosperity. También ha trabajado en Los Simpson, siendo uno de los guionistas que más contribuyó en las temporadas séptima y octava. Después de dejar la serie escribió Los PJ, junto a Larry Wilmore y a Eddie Murphy.

## Filmografía

### Productor
- The Bernie Mac Show (productor ejecutivo) (1 episodio, 2005) (coproductor ejecutivo) (episodios desconocidos, 2003)
- Entourage (2004) (productor ejecutivo) (episodios desconocidos)
- Bev (2001) (productor ejecutivo)
- Los PJ (productor ejecutivo) (4 episodios, 1999-2000)
- Los Simpson (supervisor de producción) (29 episodios, 1995-1997) (coproductor ejecutivo) (24 episodios, 1996-1998)
- The Critic (coproductor) (4 episodios, 1994) (supervisor de producción) (1 episodio, 1995)

### Escritor
- The Knights of Prosperity (2 episodios, 2007)
- The Bernie Mac Show (12 episodios, 2001-2006)
- Los PJ (1999) (episodios desconocidos)
- Los Simpson (4 episodios, 1995-1997)
- The Critic (1 episodio, 1994)

### Miscelánea
- Everybody Loves Raymond (asesor creativo) (5 episodios, 1997)

### Actor
- Los PJ (1 episodio, 1999)